# Генический краеведческий музей
Генический краеведческий музей (укр. Генічеський краєзнавчий музей) — это первый и единственный музей в северо-восточной части Херсонской области, расположенный в городе Геническ.

## История
- 1959 год — открыт генический отдел Херсонского областного краеведческого музея.
- 2000 год — Генический краеведческий музей передан в территориальное имущество района, получен статус самостоятельного учреждения Министерства культуры Украины[3].
- 2006 год — музей подчинен отделу культуры и туризма генической райгосадминистрации.

## Экспозиция и деятельность
Краеведческий музей имеет 8 экспозиционных залов: «Природа края», «Дружба», «Древнейшая история края», «Этнография», «Воинская слава», «Рыболовный промысел», мемориальный зал художника Николая Писанка, выставочный и читальный зал с фондом научной и справочной литературы.
В зале «Природа края» можно увидеть две диорамы под названием «Азовское море» и «Остров Бирючий» (авторы-художники Владимир Соколов и Николай Божков).
За годы работы в фондах музея собраны интересные, порой редчайшие и уникальные экспонаты:
- стела сарматского периода
- кости южного слона (мамонта)
- бушприт (носовое украшение) средневекового судна («голова быка»)
- античные амфоры
- картины народного художника Куприянова Н. В.
- вазы, чеканка, интарсия
- коллекция старинных монет
- тульские самовары
- подарки друзей музея из Грузии, Болгарии, Польше, Чехии
- архивные документы периода оккупации края фашистами в 1941—1943 годах.
- предметы быта, одежда, посуда XVIII—XIX века.

Музей хранит информацию, сведения об истории, природных условиях, экономическом развитии, культурных достижениях района. Здесь устраиваются выставки местных художников и фотохудожников, мастеров декоративно-прикладного искусства, детского творчества, проходят встречи с поэтами, краеведами, проходят презентации новых книг местных авторов. Краеведческий музей сотрудничает с историками, исследователями, краеведами Украины и Херсонской области.

## Фонд
Объём фондов:
- 5872 ед. документов с бумажными носителями (1903—2006)
- 4491 ед. фотодокументов (1900—2006)

## Галерея

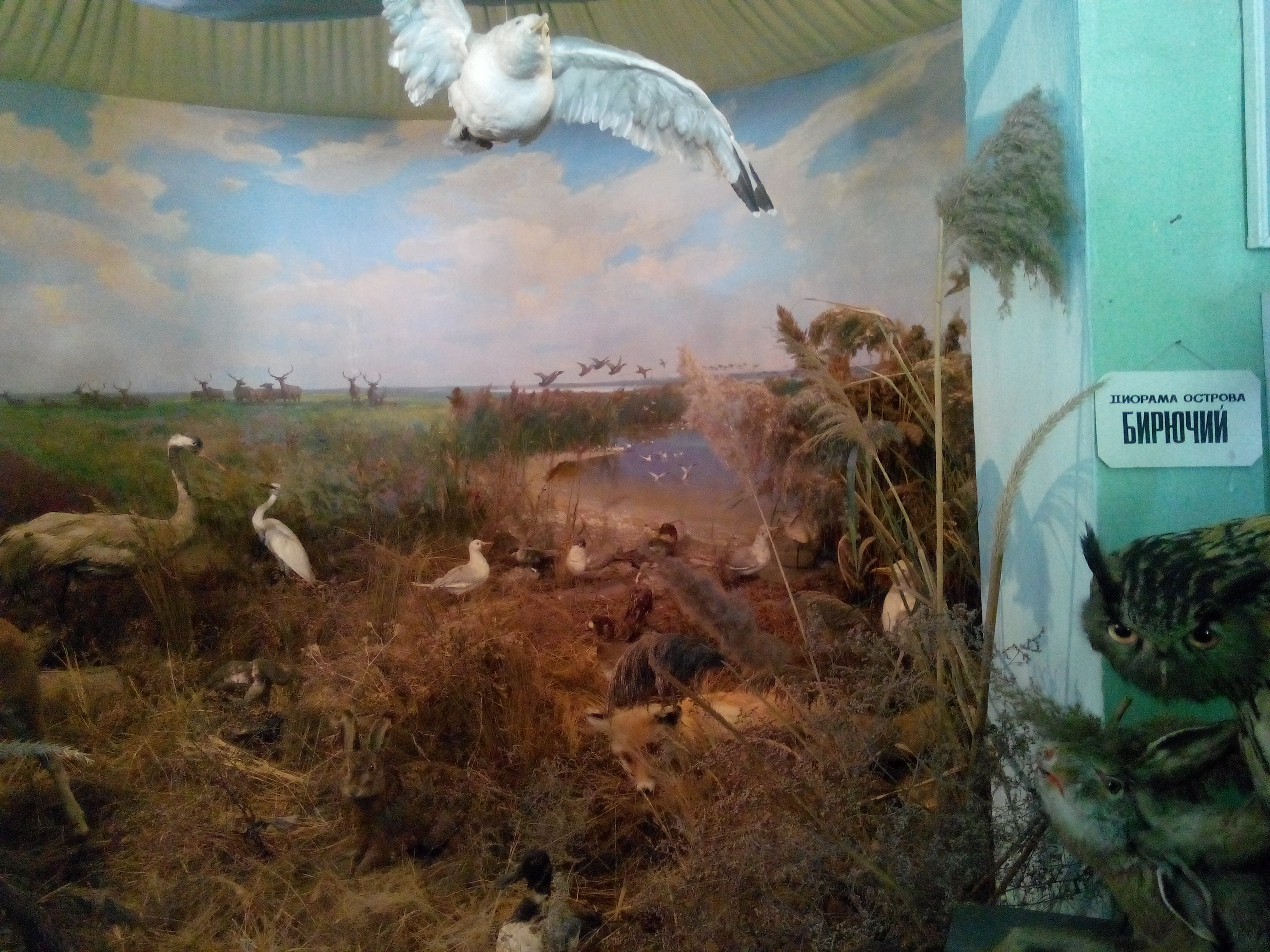
Диорама «Остров Бирючий»
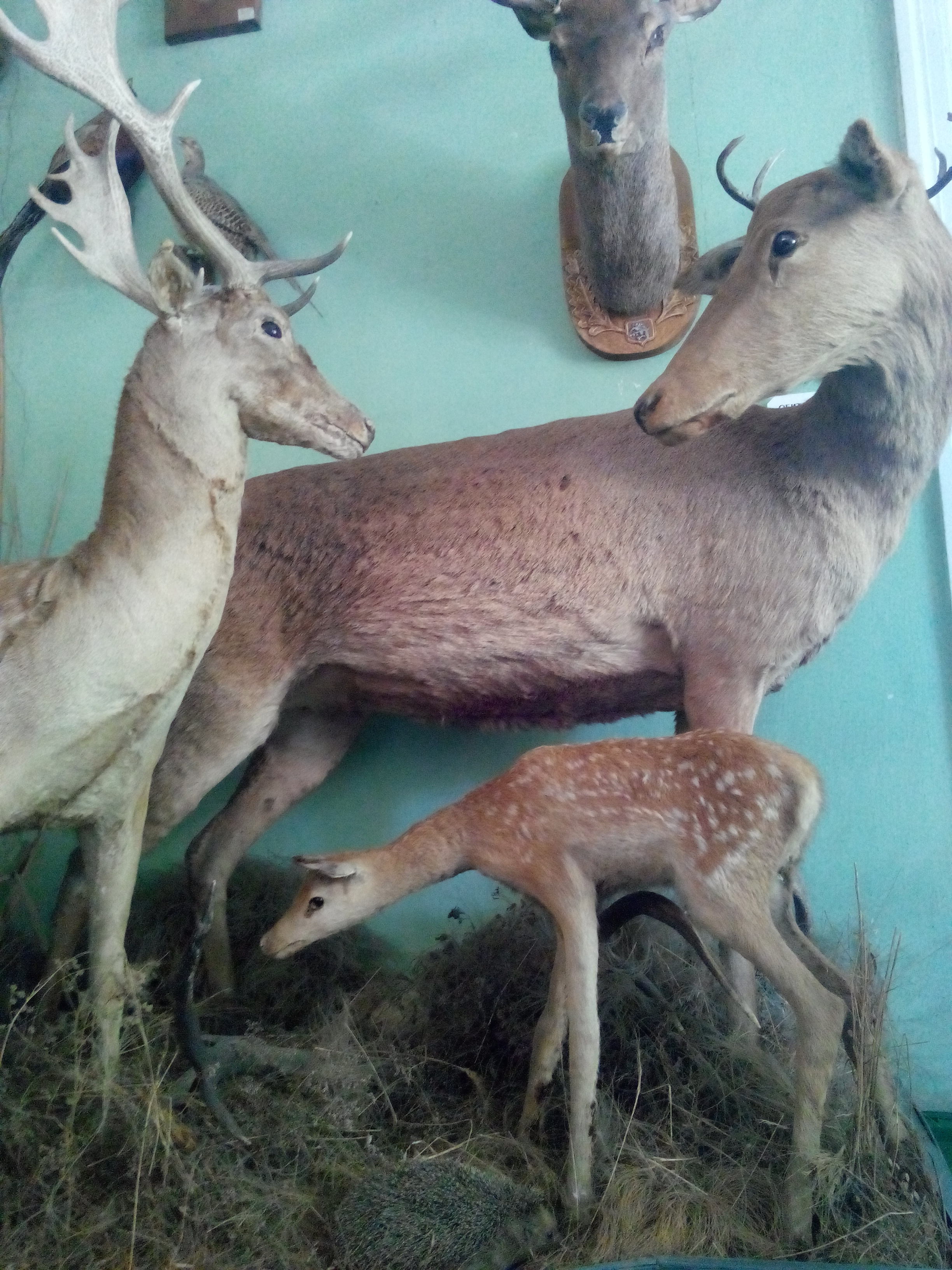
Фауна острова Бирючий
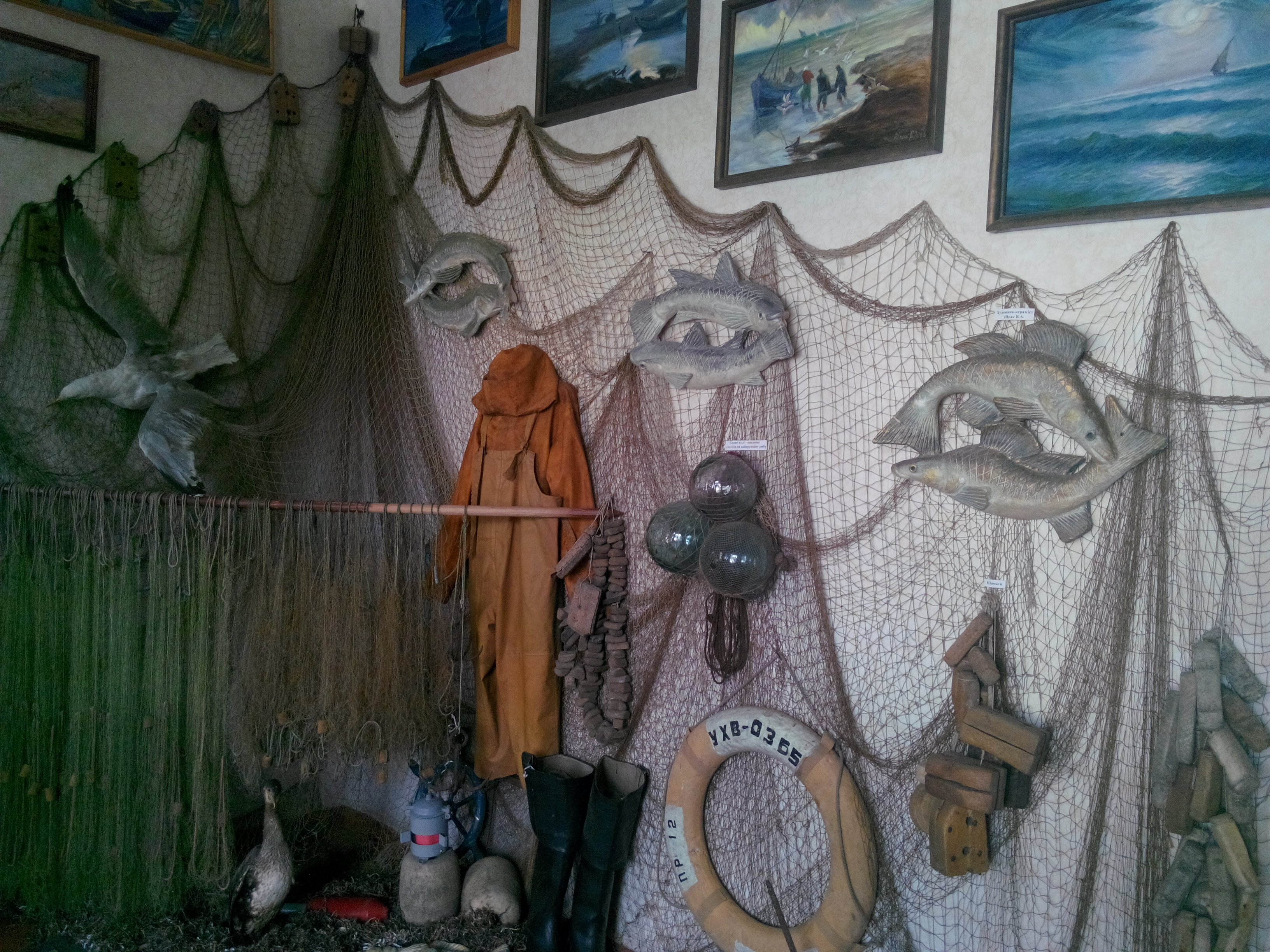
«Рыболовецкий промысел»